# Ytay
Barrio Ytay es un barrio de la ciudad de Asunción, capital de la República del Paraguay. Su área es de 1.46 km².
El barrio Ytay es una zona baja y muy húmeda, surcada por el arroyo Ytay, cuyos brazos están contaminados como consecuencias de las industrias que se encuentran instaladas en el sector.
El área es eminentemente habitacional y en menor medida presenta actividades del sector industrial

## Toponimia
El área debe su nombre al arroyo Ytay, debido a que antiguamente existían en este lugar, grandes tambos a los que carros y carretas accedían por medio de una tranquera ubicada en la actual intersección de la Av. Madame Lynch y la Avda. Santa Teresa.

## Geografía
Se encuentra situado en la ciudad de Asunción, capital del Paraguay, en la Región Oriental.
Límites
El barrio Ytay tiene como limitantes las avenidas Aviadores del Chaco, Santa Teresa, Madame Lynch y el arroyo Ytay.
- Al norte limita con el barrio Ñu Guazú.
- Al sur limita con el barrio Santa María.
- Al este limita con la Ciudad de Luque.
- Al oeste limita con el barrio San Jorge.

### Clima
Presentan vientos predominantes del norte y sur. Su clima es subtropical, la temperatura media es de 28 °C en el verano y 17 °C en el invierno. El promedio anual de precipitaciones es de 1700 mm.

## Población
En la zona viven 2.691 personas aproximadamente de los cuales 48% son de sexo masculino y 52% son del sexo femenino. 
La densidad poblacional es de 1.843 habitantes por km².

### Demografía
El número de viviendas que se encuentran en la zona es de 548 aproximadamente, con un promedio de 5 habitantes por vivienda. Las viviendas cuentan con los siguientes servicios:
- Los servicios de energía eléctrica cubren un 100%,
- Los servicios de agua corriente están cubiertos en un 80%,
- Los servicios de desagüe cloacal están cubiertas en un 49%,
- Los servicios de recolección de basura cubren en un 76%.

En materia sanitaria los pobladores recurren preferentemente a los consultorios privados. Con respecto al ámbito educativo los jóvenes asisten a las instituciones educativas de nivel medio también acceden a las escuelas y los liceos que están ubicados en otros barrios.
La mayoría de los pobladores de la zona pertenecen a la clase media y a la clase baja. La ocupación principal de los habitantes está conformado por empleados de los negocios, de las industrias, de las empresas y otras actividades de las labores profesionales.

## Infraestructura

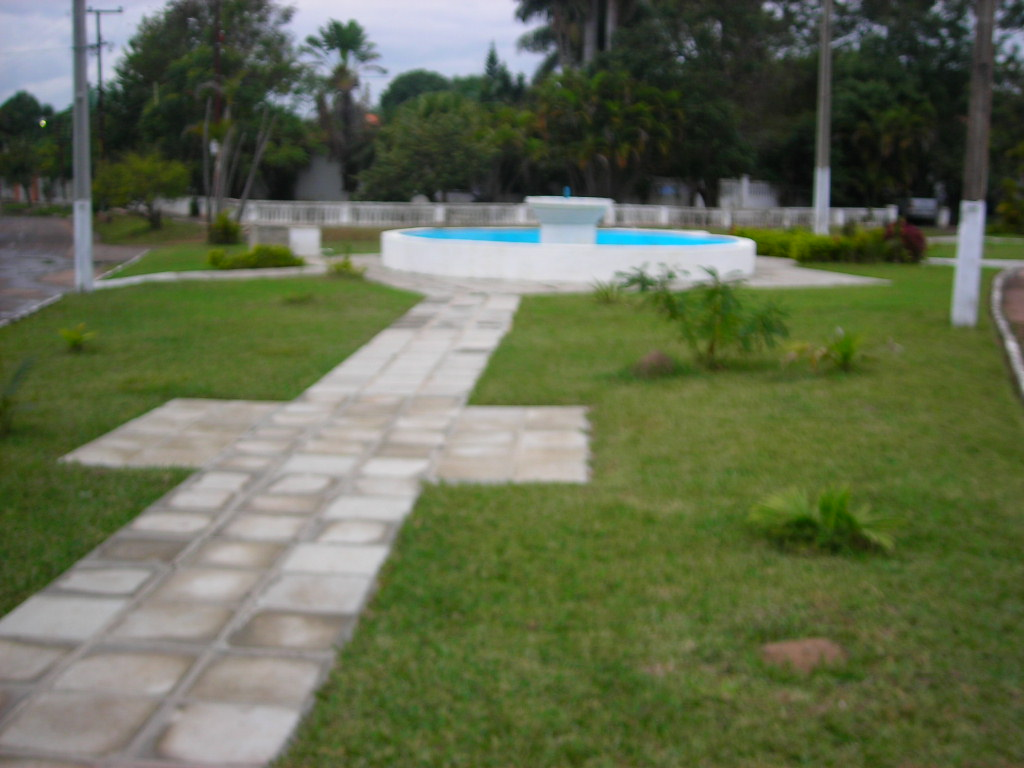
Rotonda del Barrio.

Las líneas de transporte que circulan por el barrio son: 3, 18, 44, la Villetana, 12 y 36.
Las principales vías de comunicación son las Avdas. Santa Teresa, Madame Lynch y Aviadores del Chaco, y la calle Joel Estigarribia. Es importante mencionar que la mayoría de las arterias están terraplenadas (específicamente las que se encuentran en los alrededores del Cementerio de Este). Las demás cuentan con pavimentación pétrea y adoquinado. 
En la zona operan cuatro canales de televisión abiertos y varias empresas que emiten señales por cable. Se conectan con veinte emisoras de radio que transmiten en frecuencias AM y FM. Los servicios telefónicos a la cual tienen acceso son, Copaco y los de telefonía celular, además disponen de otros medios de comunicación y en todos los lugares se tiene acceso a todos los diarios capitalinos.

## Organizaciones
Comisiones vecinales

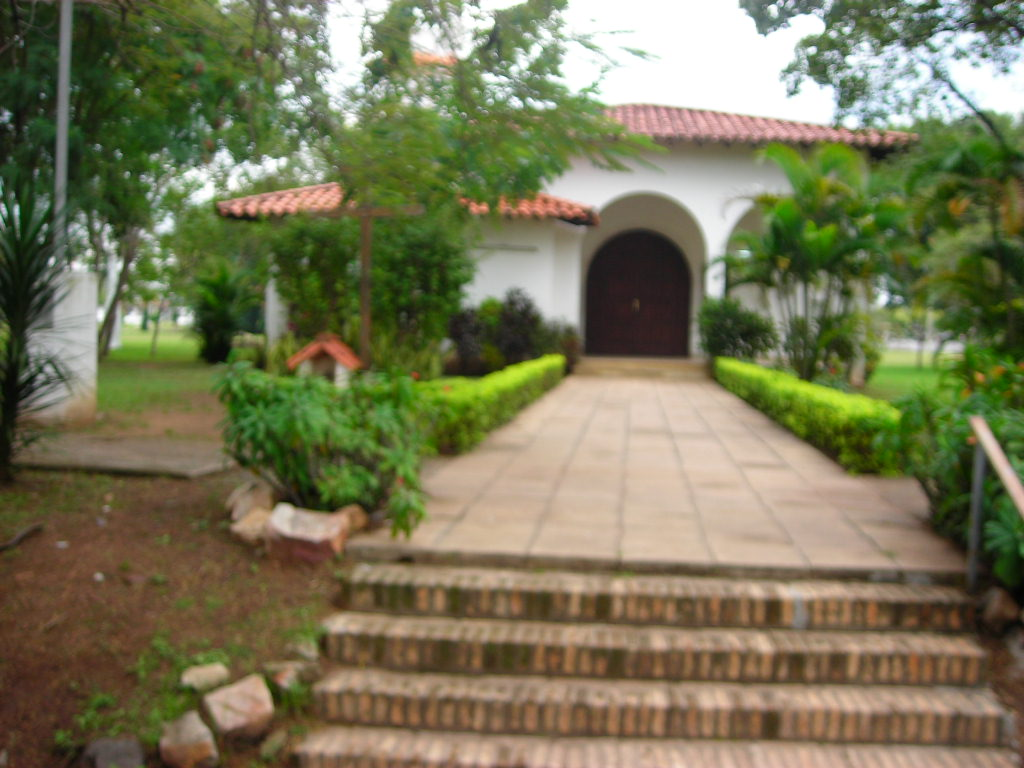
La capilla en el área grupo Habitacional Aeropuerto.

La organización de los pobladores y pobladores es factor muy importante en la comunidad por ello la comunidad presenta tres comisiones vecinales y las siguientes:
- La comisión Katupyry
- La comisión Villa Esperanza
- La comisión Habitacional Aeropuerto

Los principales objetivos de la mayoría de las organizaciones son el equipamiento de aéreas verdes para que puedan ser aprovechados por los jóvenes, los niños y niñas; otra finalidad fundamental es la gestión de los para lograr empedrar las calles otras tareas están relacionadas con la documentación de terrenos, las mencionados comisiones trabajan permanentemente en la solución de la problemática ambiental debido a la lucha permanente contra la contaminación ambiental.
- Cooperativas

- La cooperativa de Ahorro y Crédito San Cristóbal. Agencia Nª1

Instituciones No Gubernamentales
- Religiosas
- Católicas
- La capilla en el área grupo Habitacional Aeropuerto

- Sociales
- El club Internacional de Tenis CIT
- El club de Ahorro Paraguayo. Sede social

Instituciones Gubernamentales
- La municipalidad
- Una plaza ocupada

- Datos: Q8059823